# Tour de l'escargot
La tour de l'escargot (en estonien : Tigutorn) est une tour résidentielle construite à Tartu en Estonie.

## Présentation
La tour ressemble à une coquille de gastéropode, d'où le nom de tour de l’escargot.
Le bâtiment compte un total de 85 appartements et deux ascenseurs. Sa hauteur utile est de 70 mètres, mais la plate-forme d'observation et les installations situées sur le toit ajoutent des mètres supplémentaires.
À la mi-juillet 2007, la construction de la tour se l’escargot atteint un tel stade qu'une couronne est installée au sommet de l'édifice pour marquer l'atteinte de la hauteur totale de 89,92 m.
La construction de la tour a commencé en 2006 et s'est achevée en 2008,.
La hauteur autorisée par le plan détaillé était de 70 m et le dépassement a fait l'objet d'une controverse.
Tigutorn est le plus haut immeuble résidentiel de Tartu avec ses 23 étages.
Les architectes du bâtiment sont Vilen Künnapu et Ain Padrik du cabinet d’archite Künnapu & Padrik OÜ.
Le commanditaire du bâtiment était AS Linnaehitus et le concepteur était AS Tari.
La construction a été réalisée par AS Kontek INT.
La tour a été mise en service en 2008.

## Galerie

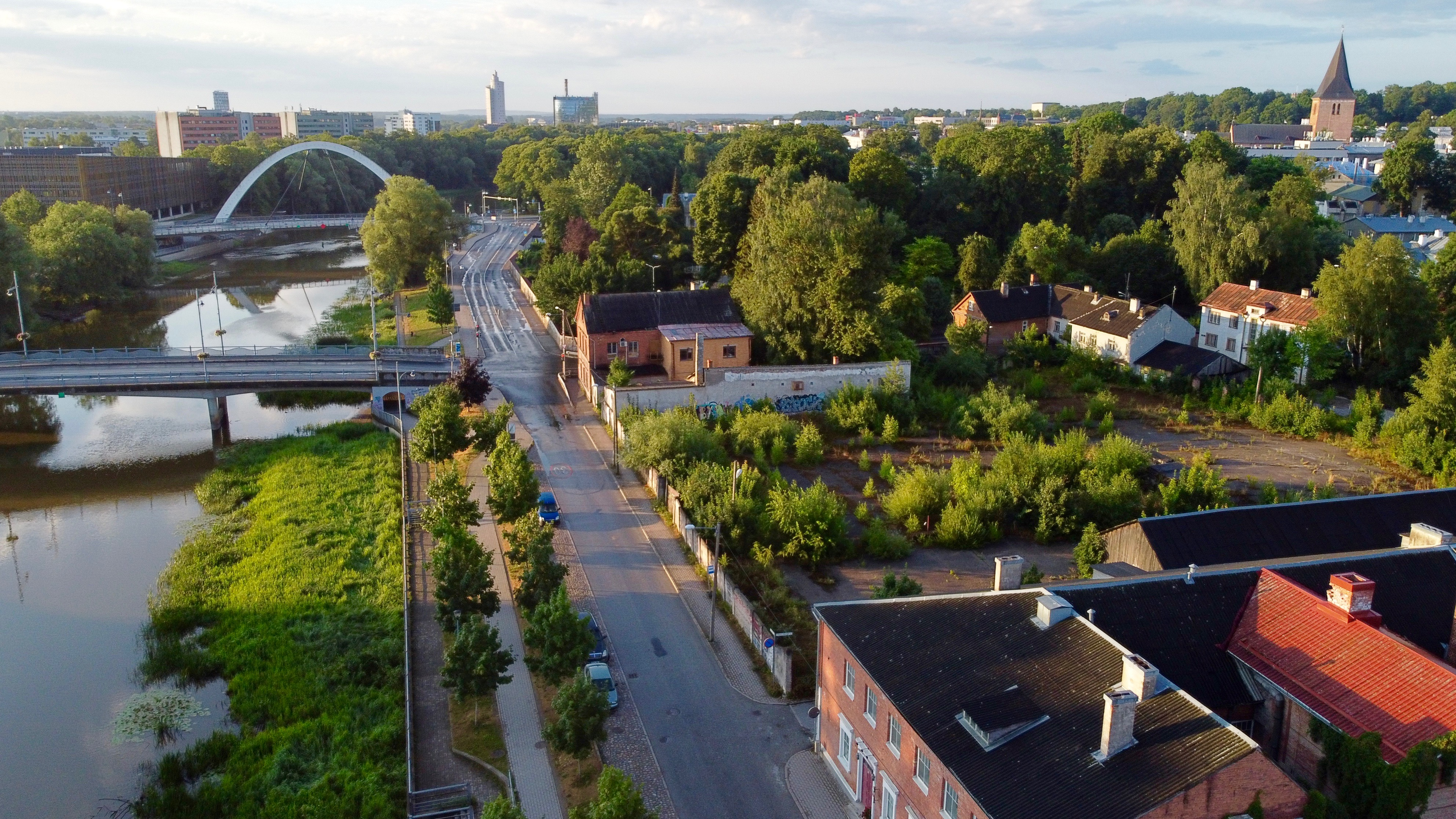
Supilinn, Emajõe tänav, le jardin Botanique, au fond la tour de l'escargot.
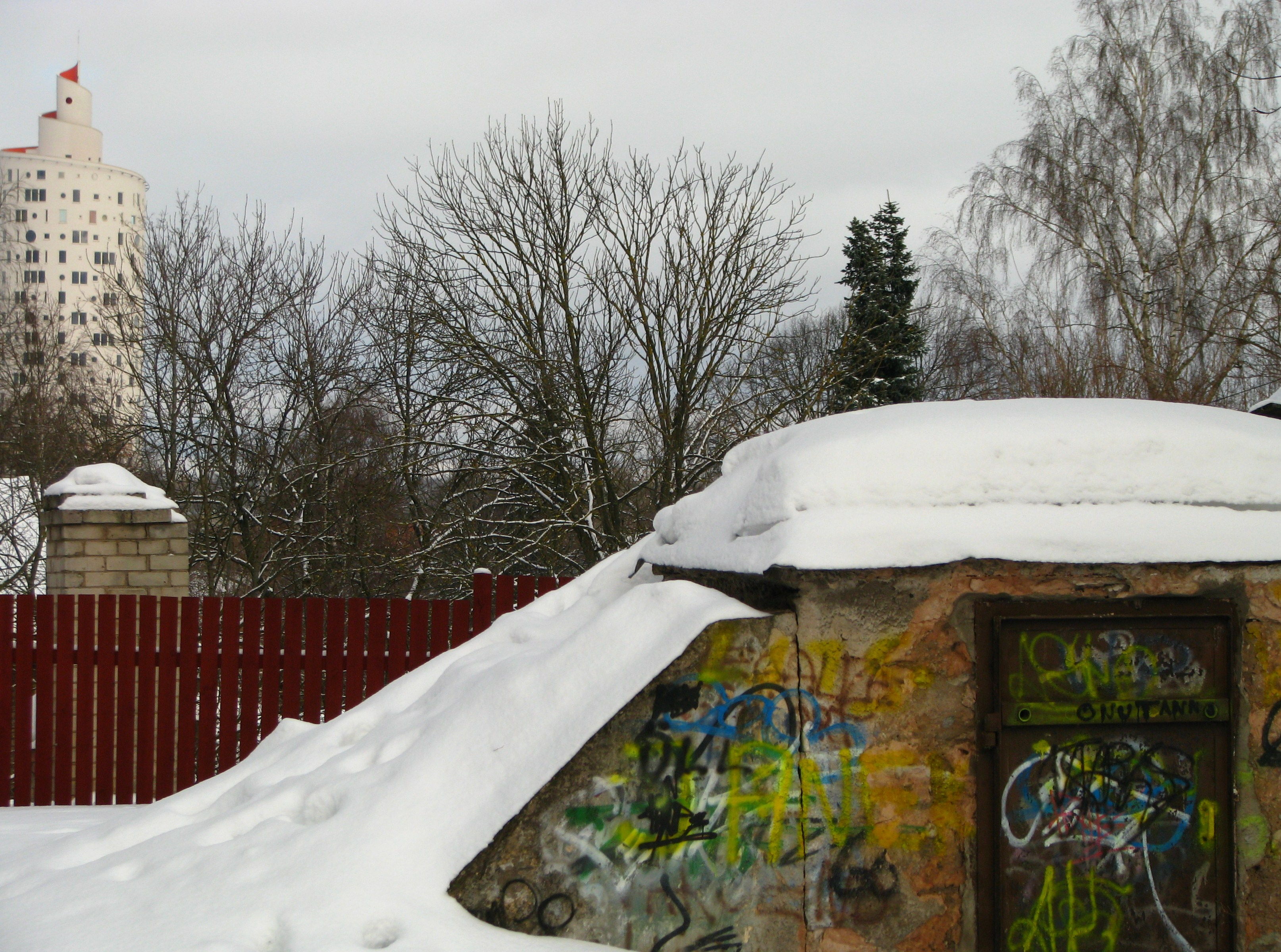
Le parc de Karlova et la tour de l’escargot.
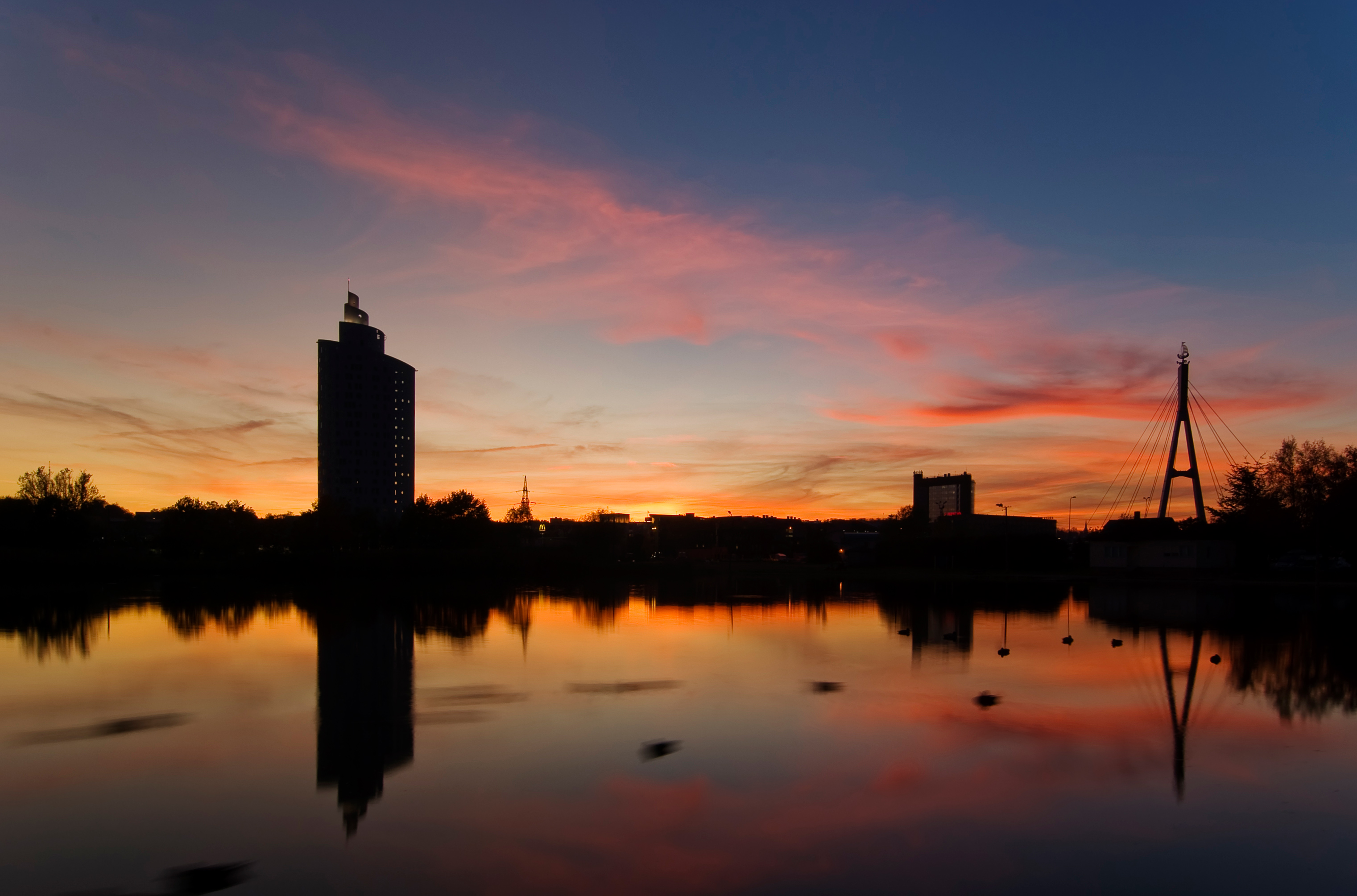
Le canal d'Anne.
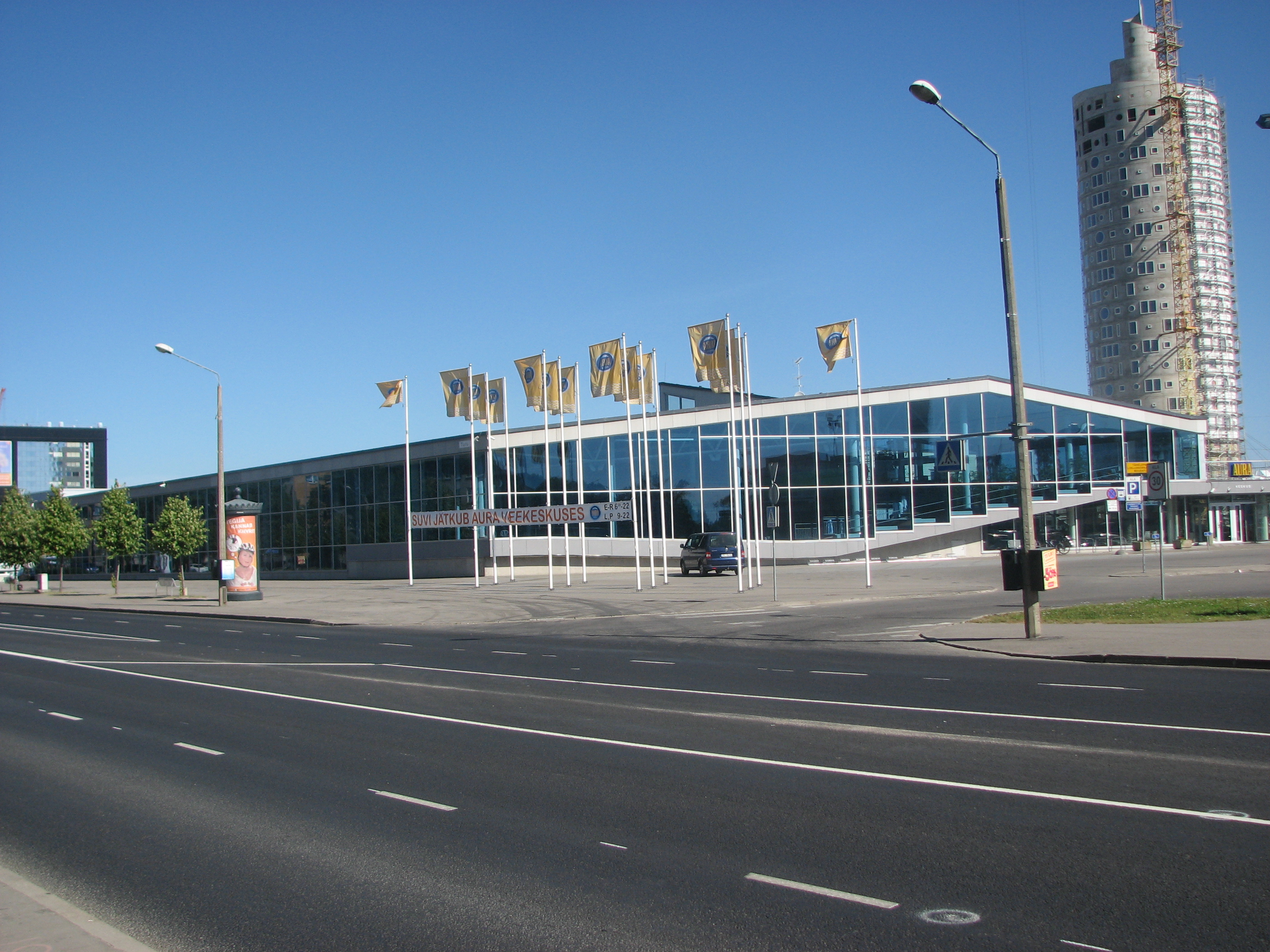
La tour de l'escargot à droite du Centre Aura.
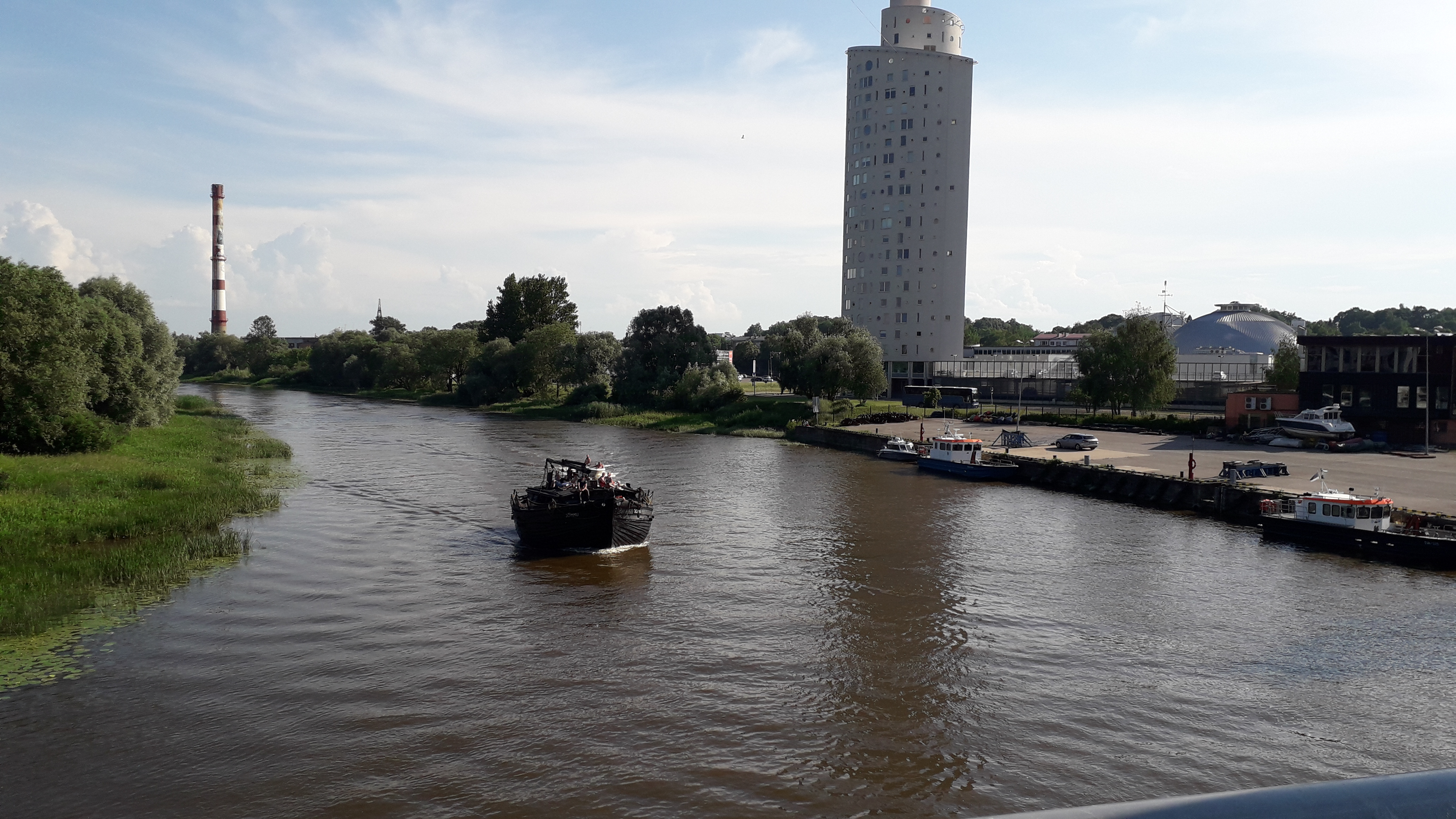
L'Emajõgi et la Tigutorn en 2020.